# Bram Huijbregts
Bram Huijbregts (25 juli 1997) is een Nederlandse hockeyer die uitkomt voor Oranje Zwart uit Eindhoven en Jong Oranje.
In het seizoen 2015-2016 werd Huijbregts aan de selectie van Heren-1 van Oranje Zwart toegevoegd. Zijn debuut maakte hij een jaar eerder als A-junior. Huijbregts speelt heel zijn leven voor Oranje Zwart, sinds de Jongste Jeugd. Zijn eerste doelpunt in de hoofdklasse maakte hij op 17-jarige leeftijd op 19 april 2015 in de thuiswedstrijd tegen HGC. In dezelfde wedstrijd zorgde Mink van der Weerden voor een record in de hoofdklasse door zes keer te scoren.

## Erelijst Clubs
| Jaar | Competitie                       | Club         | Resultaat     |
| ---- | -------------------------------- | ------------ | ------------- |
| 2015 | Hoofdklasse hockey heren 2014/15 | Oranje Zwart | Landskampioen |
| 2016 | Hoofdklasse hockey heren 2015/16 | Oranje Zwart | Landskampioen |

| Jaar | Toernooi           | Plaats                 | Club         | Resultaat |
| ---- | ------------------ | ---------------------- | ------------ | --------- |
| 2015 | Euro Hockey League | Bloemendaal, Nederland | Oranje Zwart | Kampioen  |